# Robert Donat
Robert Donat (18. března 1905 – 9. června 1958) byl britský herec. Roku 1939 získal Oscara za mužský herecký výkon v hlavní roli ve filmu Goodbye, Mr. Chips, romantickém dramatu, v němž stál po boku Greer Garsonové. Již rok předtím byl na Oscara nominován za film The Citadel. Oba snímky byly britské, v Hollywoodu hrál spíše výjimečně (např. v Hitchcockově thrilleru 39 stupňů z roku 1935 či v The Inn of the Sixth Happiness z roku 1958, což byl jeho úplně poslední film).